# Рёта
Рёта (нем. Rötha) — город в Германии, в земле Саксония. Подчинён административному округу Лейпциг. Входит в состав района Лейпциг. Подчиняется управлению Рёта. Население составляет 3.961 человека (2009). Занимает площадь 17,88 км². Официальный код  —  14 3 79 660.